# Town Without Pity
Town Without Pity (br: Cidade sem Compaixão) é um filme teuto-suíço-norte-americano de 1961, do gênero drama, dirigido por Gottfried Reinhardt e estrelado por Kirk Douglas e E. G. Marshall.
O filme é sobre um assunto explosivo e ousado para a época: um estupro cometido por vários soldados americanos baseados na Alemanha do pós-guerra. Toca ainda na hipocrisia e mesquinhez da comunidade afetada por esse ato e chega até à potencial cumplicidade da vítima.
A canção título, composta por Dimitri Tiomkin e Ned Washington, foi indicada ao Oscar. Executada insistentemente durante a projeção, a ponto de incomodar, a canção tornou-se um grande sucesso na voz de Gene Pitney, um dos grandes nomes dos primórdios do rock'n'roll.

## Sinopse
Alemanha, pós-Segunda Guerra. O Major Steve Garrett chega à pequena cidade de Neustadt, escolhido que foi para defender quatro soldados acusados de estuprar a jovem Karin Steinhof. Ele começa por investigar a vida da garota e descobre que, na noite fatal, ela tentara seduzir o inexperiente namorado, Frank Borgmann, que fugira todo atrapalhado. Os soldados, então, teriam se aproveitado da situação e cometido o ato. O pai de Karin, Karl Steinhof, quer a pena de morte, porém o major intimida-o com a ameaça de colocar a moça na tribuna. Isto porque, ao conversar com os moradores, descobre que ela tem o hábito de postar-se nua à janela, para ser vista pelos passantes.
No fim do julgamento, os soldados são declarados culpados pelo júri, mas escapam da pena capital. Dias depois, Karin comete suicídio e o major deixa a cidade, levando consigo um magro triunfo.

## Premiações
| Patrocinador                                            | Prêmio       | Categoria                                                   | Situação |
| ------------------------------------------------------- | ------------ | ----------------------------------------------------------- | -------- |
| Academia de Artes e Ciências Cinematográficas           | Oscar        | Melhor Canção Original                                      | Indicado |
| Associação de Correspondentes Estrangeiros de Hollywood | Golden Globe | Atriz Revelação (Christine Kaufmann) Melhor Canção Original | Vencedor |

## Elenco
| Ator/Atriz               | Personagem              |
| ------------------------ | ----------------------- |
| Kirk Douglas             | Major Steve Garrett     |
| E. G. Marshall           | Coronel Jerome Pakenham |
| Christine Kaufmann       | Karin Steinhof          |
| Robert Blake             | Jim                     |
| Richard Jaeckel          | Bidie                   |
| Frank Sutton             | Chuck                   |
| Mal Sondock              | Joey                    |
| Barbara Rütting          | Inge Koerner            |
| Hans Nielsen             | Karl Steinhof           |
| Karin Hardt              | Senhora Steinhof        |
| Ingrid van Bergen        | Trude                   |
| Gerhart Lippert          | Frank Borgmann          |
| Eleanore van Hoogstraten | Senhora Borgmann        |
| Max Haufler              | Doutor Urban            |
| Siegfried Schürenberg    | Burgomestre             |
| Rose Renee Roth          | Senhora Kulig           |
| Alan Gifford             | General Sttaford        |